# Pertap Singh d'Idar
Pretap Singh d'Idar, né le 22 octobre 1854 à Jodhpur et mort le 4 septembre 1922 dans la même ville, est un homme d'État indien, maharadjah de l'État princier d'Idar (dans l'actuel Gujarat) et d'Ahmadnagar. Il fut général lors de la Première Guerre mondiale en France.

## Biographie

### Jeunesse
Pretap Singh d'Idar est le troisième fils de Takht Singh maharadjah de Jodhpur et de la maharani Gulab Kunouarji Maji Sahiba. Il a reçu une éducation à domicile par des précepteurs.

### Gouvernant
De 1878 à 1895, Pretap Singh a été Premier ministre de Jodhpur pour son frère ainé, puis comme régent après la mort de son frère en 1895 pour le fils de celui-ci et aussi son petit-fils, et ce jusqu'en 1922. Il a voyagé en Europe et fut un proche de la famille royale anglaise, fut aide-de-camp pour Édouard VII entre 1887 et 1910 et fut nommé colonel honoraire du Corps des cadets impériaux. Il fut plus particulièrement proche du roi George V.

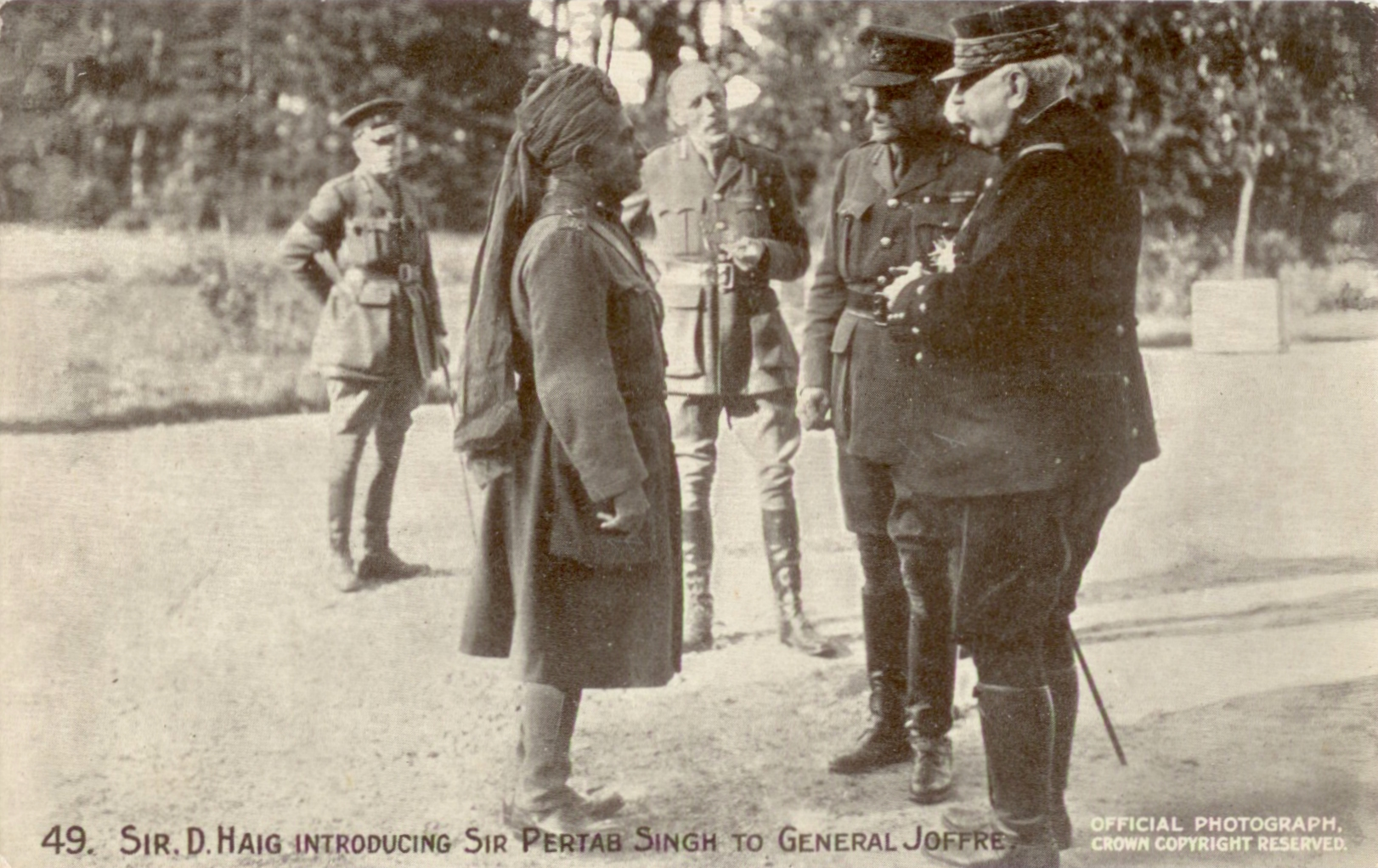
Carte postale de l'armée où il est présenté à Joseph Joffre par Douglas Haig.

### Soldat pour l'Empire britannique

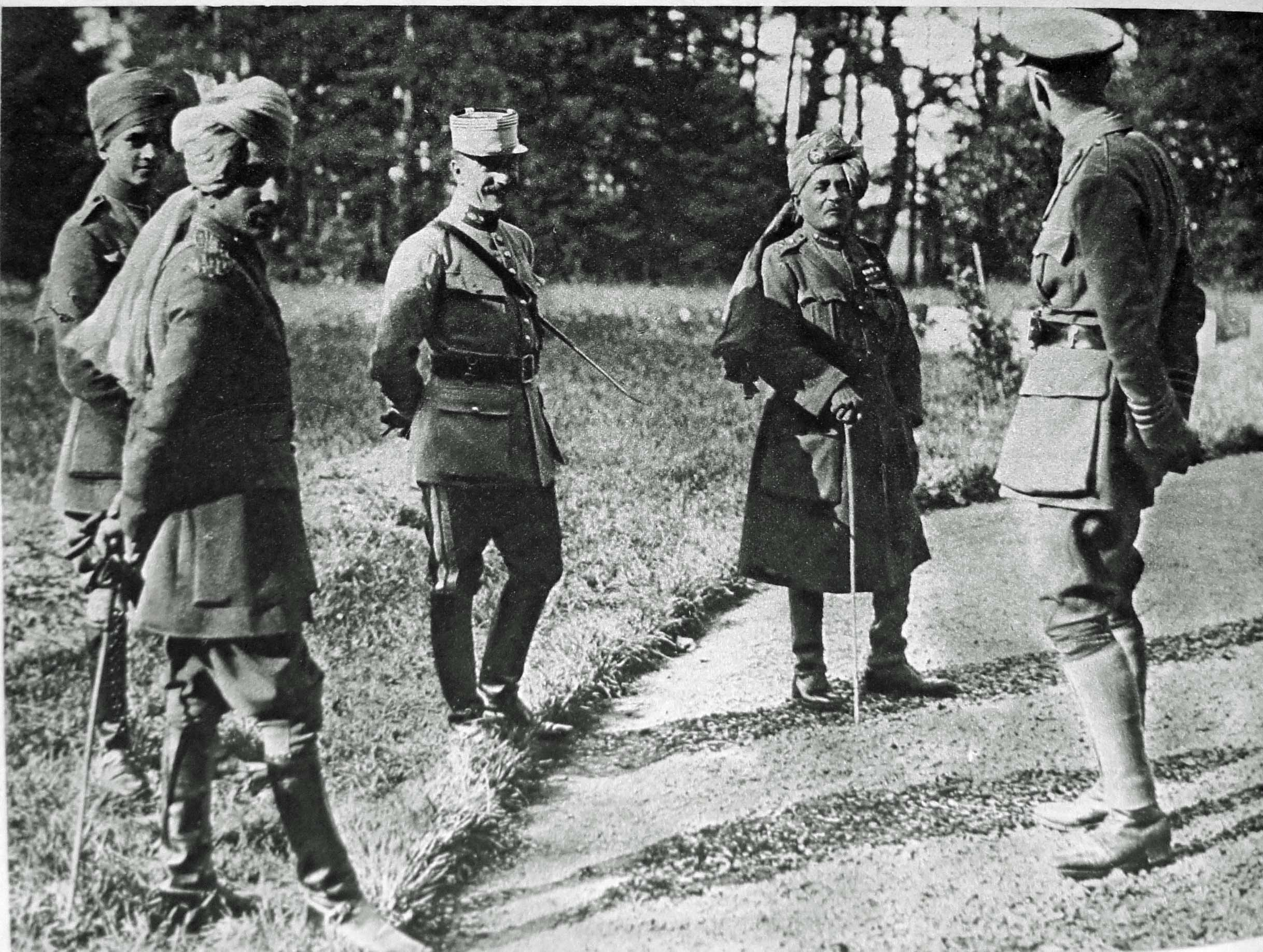
Le Miroir montrant Pertab Singh avec son fils et un Rajah en Flandre.

Il appartenait à l'armée de Jodhpour à partir de 1878, servit lors de la seconde guerre anglo-afghane et devint lieutenant-colonel en 1887. Sous le commandement du général Ellis il fit la campagne de Tirah en 1897 et en 1898 servit sous Guillaume Lockhart (en), fut blessé et promu colonel.

Il commandait le contingent de Jodhpour lors de la rébellion des Boxers. Il fut élevé au grade de général en 1902.

### Première Guerre mondiale
Il faisait partie du Corps expéditionnaire britannique au sein de la Force A, armée des Indes en service à l'étranger et servit dans les Flandres en 1914 et 1915 avec honneur à la tête de son régiment. Ensuite, il alla en Palestine et guerroya à Haïfa et Alep. 

### Idar et d'Ahmednagar
Il a abdiqué en faveur de son fils adoptif Daulat Singh (en) en 1911 pour rester régent de Jodhpour, où il décéda le 4 septembre 1922, un mois avant son soixante-dix septième anniversaire.

## Vidéographie
- Frères d'armes - Pertap Singh d'Idar, série Frères d'Armes, film-portrait raconté par Ramzy Bedia, co-réalisé par Pascal Blanchard et Rachid Bouchareb, 2016, 2 minutes. [voir en ligne]